# Loratospora
Loratospora är ett släkte av svampar. Loratospora ingår i familjen Planistromellaceae, ordningen Dothideales, klassen Dothideomycetes, divisionen sporsäcksvampar och riket svampar.
|             | Piptarthron                             |
|             |                                         |
|             | Planistroma                             |
|             |                                         |
|             | Kellermania                             |
|             |                                         |
|             | Planistromella                          |
|             |                                         |
| Loratospora | \| \| Loratospora aestuarii \| \| \| \| |
|             | \| \| Loratospora aestuarii \| \| \| \| |
|             | Loratospora aestuarii                   |
|             |                                         |

|  | Loratospora aestuarii |
|  |                       |